# Gregory, Texas
Gregory är en ort i San Patricio County, Texas, USA.